# القسطل، حماة
القسطل (به عربی: القسطل) یک روستا در سوریه است که در ناحیه عقیربات واقع شده‌است. القسطل ۱٬۹۱۹ نفر جمعیت دارد.